# Малышевское сельское поселение (Тверская область)
Малышевское сельское поселение (карел. Mališevan kyläkunda) — муниципальное образование в составе Максатихинского района Тверской области России. Административный центр — поселок Малышево. На территории поселения находятся 35 населённых пунктов.

## Органы власти
Главой администрации является Малыгина Татьяна Константиновна.

## География
- Общая площадь: 252,53 км²
  - земли сельхозугодий: 88,66 км² (35,1 %)
  - застроенные земли: 1,81 км² (0,7 %)
- Расположение: западная часть Максатихинского района
- Граничит:
  - на севере — с Труженицким сельским поселением
  - на востоке — с Ручковским сельским поселением
  - на юго-востоке — с Кострецким сельским поселением
  - на юго-западе — с Каменским сельским поселением
  - на западе — с Брусовским и Зареченским сельскими поселениями Удомельского района
- Основные реки: Волчина, Тифина, Ворожба, Середница.

## История
Закон Тверской области от 8 октября 2014 года:

## Население
Национальный состав: русские и тверские карелы.
В состав поселения входят следующие населённые пункты (численность по состоянию на 1 января 2009):
| №  | Наименование      | Вид     | Хозяйств | Жителей |
| -- | ----------------- | ------- | -------- | ------- |
| 1  | Алфериха          | деревня | 9        | 16      |
| 2  | Андрониха         | деревня | 7        | 12      |
| 3  | Асташиха          | деревня | 0        | 0       |
| 4  | Астафьево         | деревня | 7        | 17      |
| 5  | Бахарево          | деревня | 12       | 32      |
| 6  | Белушиха          | хутор   | 2        | 2       |
| 7  | Володарка         | поселок | 18       | 51      |
| 8  | Гоголиха          | деревня | 1        | 2       |
| 9  | Доненский Починок | деревня | 5        | 10      |
| 10 | Ерошиха           | деревня | 6        | 8       |
| 11 | Жидкое            | деревня | 2        | 8       |
| 12 | Зарайское         | хутор   | 1        | 3       |
| 13 | Засека            | деревня | 66       | 203     |
| 14 | Ивановское        | деревня | 10       | 26      |
| 15 | Кистутово         | деревня | 107      | 302     |
| 16 | Колодиха          | деревня | 12       | 30      |
| 17 | Красуха           | деревня | 5        | 9       |
| 18 | Кузнечики         | деревня | 13       | 40      |
| 19 | Куничиха          | деревня | 15       | 41      |
| 20 | Луначарское       | деревня | 5        | 7       |
| 21 | Макеевское        | деревня | 19       | 46      |
| 22 | Малышево          | поселок | 188      | 455     |
| 23 | Малышево          | деревня | 20       | 76      |
| 24 | Найдениха         | деревня | 21       | 58      |
| 25 | Николаевское      | деревня | 13       | 37      |
| 26 | Новозаводской     | поселок | 26       | 64      |
| 27 | Ново-Никольское   | деревня | 10       | 25      |
| 28 | Ново-Павловское   | деревня | 7        | 17      |
| 29 | Пархово           | деревня | 8        | 20      |
| 30 | Раевское          | деревня | 30       | 81      |
| 31 | Репище            | деревня | 0        | 0       |
| 32 | Русский Городок   | деревня | 10       | 18      |
| 33 | Тимонино          | деревня | 6        | 14      |
| 34 | Филизи            | деревня | 19       | 52      |
| 35 | Хмелево           | деревня | 5        | 6       |
|    | ВСЕГО             |         | 685      | 1788    |

## Известные уроженцы
- Мазуров, Анатолий Иванович — российский учёный-рентгенолог.
- Кузнецов, Алексей Николаевич (1923—1999) — Полный кавалер Ордена Славы, родился в Куничихе.